# Isosauris cymatophora
Isosauris cymatophora är en fjärilsart som beskrevs av Felder 1875. Isosauris cymatophora ingår i släktet Isosauris och familjen mätare. Inga underarter finns listade i Catalogue of Life.